# Pukkisaari (ö i Södra Karelen, Imatra, lat 61,43, long 28,52)
Pukkisaari är en ö i Finland. Den ligger i sjön Pihlajavesi och i kommunen Ruokolax i den ekonomiska regionen  Imatra ekonomiska region  och landskapet Södra Karelen, i den södra delen av landet, 240 km nordost om huvudstaden Helsingfors. Öns area är 2,1 hektar och dess största längd är 230 meter i sydöst-nordvästlig riktning.